# نی‌نوس

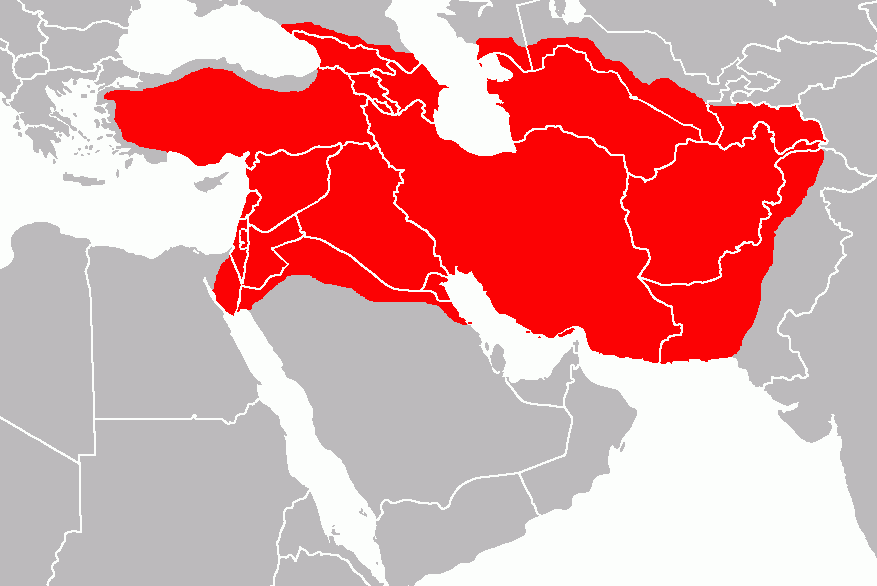
نقشهٔ سرزمین‌های زیر فرمان نی‌نوس برپایهٔ نوشته‌های یونانی

نی‌نوس یا نینوس(به یونانی: Νινύας) برپایهٔ نوشته‌های تاریخنگاران یونانی بنیان‌گذار شهر نینوا در امپراتوری آشور بوده‌است. شخصیت تاریخی نی‌نوس امروزه به درستی آشکار نیست و می‌نماید دربارهٔ او آمیزه‌ای از تاریخ و افسانه در نوشته‌های یونانی راه یافته‌باشد.
هنرهای بسیاری را چون پرورش سگ‌های شکاری بدو نسبت داده‌اند. گاه در اسطوره‌های یونانی وی را به گونهٔ یک قنطورس نمایانده‌اند.
نخستین بار از شاه نینوس و شهبانویش سمیرامیس یا شامیرام ( شامیران ) در تاریخ ایران نوشتهٔ کتسیاس در حدود ۴۰۰ پیش از میلاد نام برده می‌شود. کتسیاس پزشک اردشیر دوم هخامنشی بوده و برپایهٔ نوشته‌های خودش به بایگانی شاهنشاهی ایران دسترسی داشته و از آن در نوشته‌هایش سود جسته است.
از نی‌نوس در تاریخ همچنان از سوی اروپاییان نام برده شد تا اینکه با رمزگشایی خط میخی دیدی نو از تاریخ آشور به‌دست آمد.
او خود را فرزند بعل خوانده‌است. او ۵۲ سال فرمانروایی نموده‌است. بر پایهٔ نوشتهٔ کتسیاس آغاز فروپاشی‌اش سال ۲۱۸۹ (پیش از میلاد) بوده‌است. نینوس در ۱۷ سال همهٔ آسیای باختری را به یاری آریئوس پادشاه عربستان می‌گشاید. او که می‌خواهد نخستین امپراتوری تاریخ را به راه اندازد برزنس پادشاه ارمنستان را شکست می‌دهد و از خونش می‌گذرد و فارنوس پادشاه ماد را به همین سان شکست می‌دهد ولی او را به دار می‌آویزد. برپایهٔ این داستان او همهٔ همسایه‌های آسیایی‌اش به جز هندوستان و بلخ را می‌گشاید. آنگاه او با سپاهی دو میلیونی! به جنگ اُکسوارتس پادشاه بلخ می‌رود، هنگامی که شهر را در محاصره دارد سمیرامیس همسر یکی از افسرانش به نام اوننس را می‌بیند، وی را از همسرش جدا کرده و به همسری خود در می‌آورد. فرزند آنها نینیاس در آینده جانشین نی‌نوس می‌شود.
نی‌نوس کهن‌ترین شناسه از شخصیت نمرود در تورات است زیرا در تورات (سفر پیدایش) بنیان‌گذار نینوا نمرود است. اگرچه در جای دیگر این کتاب آشور فرزند سام را پدیدآورندهٔ نینوا دانسته‌اند.